# جوني كان (صاحب مطعم)
جوني كان (بالإنجليزية: Johnny Kan)‏ هو صاحب مطعم أمريكي، ولد في 1906، وتوفي في 1972.